# باشگاه ورزشی ویولیت
باشگاه ورزشی ویولیت یک باشگاه فوتبال حرفه‌ای مستقر در پورتو پرنس، هائیتی است.

## افتخارات
- لیگ هائیتی: ۷ قهرمانی
- جام حذفی: ۲ قهرمانی
- جام قهرمانان کونکاکاف: ۱ قهرمانی
- جام باشگاه‌های کارائیب: ۱ قهرمانی